# Limetz-Villez
Limetz-Villez is een gemeente in het Franse departement Yvelines (regio Île-de-France) en telt 1753 inwoners (1999). De plaats maakt deel uit van het arrondissement Mantes-la-Jolie.

## Geografie
De oppervlakte van Limetz-Villez bedraagt 9,3 km², de bevolkingsdichtheid is 188,5 inwoners per km².
De onderstaande kaart toont de ligging van Limetz-Villez met de belangrijkste infrastructuur en aangrenzende gemeenten.

## Demografie
Onderstaande figuur toont het verloop van het inwonertal (bron: INSEE-tellingen).

1. ↑  Populations de référence 2022.